# Місце народження
Мі́сце наро́дження (англ. place of birth; birthplace) — місце, де була народжена людина. Для людей формально прийнято вважати місцем народження населений пункт.
В актових записах цивільного стану у графах:
- «Дата народження», «Дата смерті» — число і рік вказуються арабськими цифрами, місяць — словом;
- «Місце народження» та «Місце смерті» — зазначаються повна офіційна назва держави та інші дані за існуючим адміністративно-територіальним устроєм.